# Ружна Бети
Ружна Бети (шп. Yo soy Betty, la fea) колумбијска је теленовела, продукцијске куће RCN Televisión, снимана током 1999. и 2000.
У Србији је приказивана 2005. на БК телевизији.
Фокс телевизија је у сарадњи са хрватском РТЛ телевизијом снимила српско-хрватску верзију ове теленовеле под насловом Не дај се, Нина.

## Синопсис
Беатриз Аурора Пинзон Солано, Бети, је одличан економиста али није атрактивна. Ради као секретарица у Екомоди, колумбијској фирми која се бави дизајнирањем одеће. Бети се стално суочава са колегама који је не подносе, али долази нови председник, Армандо Мендоса, који је сматра неопходном за опстанак фирме. Постаје Армандов савезник у тајном плану за спас од финансијске пропасти, који се касније претвара у љубавну везу.
Иако је бриљантна у финансијама и била је најбоља у школи, Бети није могла да употпуни пријаву за посао, јер сматра да ће њена ружна фотографија упропастити њене сјајне квалификације. Пошто је дуго без успеха тражила посао у њеној струци, Бети одлучује да конкурише на место секретарице председника Екомоде. Шаље пријаву за радно место без фотографије и успева да закаже разговор за посао.
Армандо Мендоса, нови председник Екомоде, је образован, интелигентан и згодан син оснивача и претходног председника фирме, Роберта Мендосе. Верен је Марселом Валенсија, предузетницом у Екомоди и кћерком преминулог оснивача фирме, Хулија Валенсије. Армандо тражи нову секретарицу, а прва на разговор долази Патрисија Фернандез, најбоља Марселина пријатељица. Не жели да је запосли јер га бије глас женскароша, а она би могла бити Марселин шпијун. Разговара са Бети, и иако је заокупиран њеном „ружноћом“ свиђа му се идеја да је запосли јер му може бити савезница, а не шпијун. Како би удовољио вереници Армандо запошљава и Патрисију, згодну али не паметну и Бети, неугледну али сјајну економисткињу.
Пошто је Екомода фирма која се бави модом и лепотом, Патрисија је смештена испред, а Бети у малом магацину иза Армандове канцеларије. Међутим, Бети доказује своју вредност да без напора уради све послове везане за финансије и медије и тако стиче поштовање већине колега. Из оданости помаже Арманду да представи нову, веома ризичну, идеју фирми, која их може одвести у пропаст ...

## Улоге
| Глумац:                  | Улога:                         |
| ------------------------ | ------------------------------ |
| Ана Марија Ороско        | Беатриз Бети Пинзон Солано     |
| Хорхе Енрике Кабељо      | Армандо Мендоза Саенз          |
| Наталија Рамирез         | Марсела Валенсија              |
| Лорна Паз                | Патрисија Фернандез де Брикман |
| Хулијан Аранго           | Уго Ломбарди                   |
| Луис Меса                | Данијел Валенсија              |
| Рикардо Велез            | Марио Калдерон                 |
| Марио Дуарте             | Николас Мора                   |
| Дора Кадавид             | Инес Пења Инесита              |
| Лусес Веласкез           | Берта де Гонзалез              |
| Марсела Посада           | Сандра Патињо                  |
| Стефанија Гомез          | Аура Марија Фуентес            |
| Паула Пења               | Софија де Родригез             |
| Марија Еухенија Арболеда | Маријана Валдез                |
| Хорхе Ерера              | дон Ермес Пинзон Галараза      |
| Адријана Франко          | доња Хулија Солано де Пинзон   |
| Кепа Амућастеги          | дон Роберто Мендоза            |
| Алберто Леон Харамиљо    | Гутијерез                      |
| Марта Исабел Болањос     | Џени Гарсија                   |
| Хулио Сесар Ерера        | Фреди Стјуарт Контрерас        |
| Давид Рамирез            | Вилсон Застоке Мехија          |
| Селмира Лузардо          | доња Каталина Анхел            |
| Патрик Делмас            | Мичел Доинел                   |
| Пилар Урибе              | Марија Беатриз Валенсија       |
| Сесар Мора               | др Санчез                      |
| Саул Санта               | Ефраин Родригез                |
| Дијего Кадавид           | Роман                          |
| Скарлет Ортиз            | Алехандра Зинг                 |
| Анхели Монкајо           | Карина Ларсон                  |
| Вероника Окампо          | Клаудија Бош                   |
| Рубен Оливер             | Мигел Роблес                   |
| Лорена де МекАлистер     | Дијана                         |
| Елијас Рима Насиф        | др Росалес                     |
| Карлос Серато            | Густаво Оларте                 |
| Алберто Валдири          | Гордито Гонзалез               |
| Дијего Виванко           | Роландо                        |
| Клаудија Бесера          | Моника Агудело                 |
| Роса Маргарита Гуереро   | Марија Клаудија Ботеро         |
| Пауло Санчез Неира       | инж. Ортиз                     |

## Интернационалне верзије
| Земља              | Наслов           |
| ------------------ | ---------------- |
| Мексико            | La fea mas bella |
| Србија · Хрватска  | Не дај се, Нина  |
| Белгија            |                  |
| Немачка            |                  |
| Бразил             |                  |
| Кина               |                  |
| Шпанија            |                  |
| Сједињене Државе   |                  |
| Филипини           |                  |
| Француска          |                  |
| Грчка              |                  |
| Индија             |                  |
| Израел             |                  |
| Холандија          |                  |
| Пољска             |                  |
| Португалија        |                  |
| Чешка              |                  |
| Русија             |                  |
| Турска             |                  |
| Зеленортска Острва |                  |
| Вијетнам           |                  |

Неке продукције послужиле су се мотивом ружне девојке и направиле другачије приче:
- Слатка тајна (САД)
- Моја слатка дебељуца (Венецуела)